# Hastings—Frontenac—Lennox et Addington
Pour les articles homonymes, voir Hastings, Frontenac, Lennox et Addington.
Circonscription électorale fédérale du Canada
Hastings—Frontenac—Lennox et Addington ((en) Hastings—Frontenac—Lennox and Addington) est une circonscription électorale fédérale de l'Ontario, représentée de 1984 à 2004.
La circonscription de Hastings—Frontenac—Lennox et Addington est créée en 1983 par un renommage de la circonscription de Hastings—Frontenac. Abolie en 2003, elle est redistribuée parmi Kingston et les Îles, Lanark—Frontenac—Lennox and Addington et Prince Edward—Hastings.

## Géographie
En 1987, la circonscription de Hastings—Frontenac—Lennox et Addington comprenait:
- Une partie du comté de Frontenac
- Le comté de Lennox et Addington, excluant Amherst Island
- Une partie du comté de Hastings comprenant les cantons de Rawdon (en), Huntingdon (en), Stirling (en) et Hungerford (en)

En 1996, la circonscription comprenait:
- Le comté de Frontenac, excluant la ville de Kingston et les cantons de Howe Island (en), Wolfe Island et la partie du canton de Pittsburgh (en) située au sud de l'autoroute Macdonald-Cartier (401)
- Le comté de Lennox and Addington
- La partie du comté de Hastings au nord des cantons de Hungerford, Huntingdon et Rawdon, ainsi que la limite sud du village de Stirling

## Députés
| Législature | Années                                                             | Député                                                             | Député                                                             | Parti                                                              |
| Hastings—Frontenac—Lennox et Addington issue de Hastings—Frontenac                                                     | Hastings—Frontenac—Lennox et Addington issue de Hastings—Frontenac | Hastings—Frontenac—Lennox et Addington issue de Hastings—Frontenac | Hastings—Frontenac—Lennox et Addington issue de Hastings—Frontenac | Hastings—Frontenac—Lennox et Addington issue de Hastings—Frontenac |
| --- | ------------------------------------------------------------------ | ------------------------------------------------------------------ | ------------------------------------------------------------------ | ------------------------------------------------------------------ |
| 33e | 1984–1988                                                          |                                                                    | Bill Vankoughnet                                                   | Progressiste-conservateur                                          |
| 34e | 1988–1993                                                          |                                                                    | Bill Vankoughnet                                                   | Progressiste-conservateur                                          |
| 35e | 1993–1997                                                          |                                                                    | Larry McCormick                                                    | Libéral                                                            |
| 36e | 1997–2000                                                          |                                                                    | Larry McCormick                                                    | Libéral                                                            |
| 37e | 2000–2004                                                          |                                                                    | Larry McCormick                                                    | Libéral                                                            |
| Circonscription distribuée parmi Kingston et les Îles, Lanark—Frontenac—Lennox and Addington et Prince Edward—Hastings |                                                                    |                                                                    |                                                                    |                                                                    |